# AS Port-Louis 2000
El AS Port-Louis 2000 es un equipo de fútbol de las islas Mauricio que pertenece a la Liga Premier de las islas Mauricio, división mayor de fútbol en las islas Mauricio.

## Historia
Son de la capital Port Louis y fueron creados en el 2000 tras la fusión de los equipos Century Welfare Association y Roche Bois Boy Scouts/Saint Martin United. En la Liga de Campeones de la CAF 2017 lograron pasar a la primera ronda de forma inesperada tras empatar a 1 en la ida en Kenia contra el Tusker y ganar 2-1 en la vuelta después de remontar el  gol inicial  de los keniatas marcando en el min.83 y 88

## Palmarés
- Liga Premier de las islas Mauricio: 6

2002, 2003, 2004, 2005, 2011, 2016
- Copa de Mauricio: 2

2002, 2005
- - Finalista: 2

2003, 2007
- Mauritian Republic Cup: 2

2004, 2005
- - Finalista: 1

2008

## Participación en competiciones de la CAF
| Temporada | Torneo                       | Ronda      | Club                  | Casa | Visita | Global      |
| --------- | ---------------------------- | ---------- | --------------------- | ---- | ------ | ----------- |
| 2003      | Liga de Campeones de la CAF  | Preliminar | La Passe FC           | 2-0  | 0-1    | 2-1         |
| 2003      | Liga de Campeones de la CAF  | 1          | Ferroviário de Maputo | 2-0  | 0-2    | 2-2 (4-3 p) |
| 2003      | Liga de Campeones de la CAF  | 2          | Ismaily SC            | 0-1  | 0-6    | 0-7         |
| 2004      | Liga de Campeones de la CAF  | Preliminar | US Stade Tamponnaise  | w.o. | w.o.   | w.o.        |
| 2004      | Liga de Campeones de la CAF  | 1          | Supersport United FC  | 1-1  | 0-2    | 1-3         |
| 2005      | Liga de Campeones de la CAF  | Preliminar | Kaizer Chiefs FC      | 2-1  | 0-2    | 2-3         |
| 2006      | Liga de Campeones de la CAF  | Preliminar | Coin Nord             | 1-0  | -      | 1-0         |
| 2006      | Liga de Campeones de la CAF  | 1          | Orlando Pirates FC    | 0-4  | 0-5    | 0-9         |
| 2017      | Liga de Campeones de la CAF  | Preliminar | Tusker                | 2-1  | 1-1    | 3-2         |
| 2017      | Liga de Campeones de la CAF  | 1          | Al-Hilal Omdurmán     | 2-2  | 0-3    | 2-5         |
| 2018      | Copa Confederación de la CAF | Preliminar | Ngazi Sport           | 4-1  | 1-1    | 5-2         |
| 2018      | Copa Confederación de la CAF | 1          | Fosa Juniors FC       | 0-2  | 0-1    | 0-3         |